# Zośka (typ jachtu)
Zośka – turystyczny kabinowy jacht żaglowy (slup).
Jacht przeznaczony był do żeglowania po jeziorach i morskich wodach przybrzeżnych. Konstruktorem był Zbigniew Milewski. W 1964 został nagrodzony w konkursie czasopisma Żagle i Komisji Turystyki Polskiego Związku Żeglarskiego. 

## Informacje techniczne
- długość: 6,53 m,
- szerokość: 2,28 m,
- zanurzenie: 1,1 m,
- ożaglowanie: 17,9 m²[1].